# Monts Mackenzie
Pour les articles homonymes, voir Mackenzie.
Les monts Mackenzie sont une chaîne de montagnes située à la frontière entre le Yukon et les Territoires du Nord-Ouest. Les rivières Liard, au sud, et Peel, au nord, marquent les extrémités de la chaîne. Les monts Logan et la réserve de parc national de Nahanni se trouvent dans les monts Mackenzie.

## Géographie
Le pic Keele est le point culminant de la chaîne, avec une altitude de 2 972 mètres. Un second sommet, le mont Nirvana, s'élève à 2 773 mètres d'altitude dans les Logan Mountains.

## Accès
Les deux seules routes conduisant aux monts Mackenzie passent par le Yukon : la route de la chaîne Nahanni menant à la ville de Tungsten et la route du pétrole canadien rejoignant le col Macmillan.

## Ressources
Les monts Mackenzie contiennent environ 55 % des réserves mondiales de tungstène[réf. nécessaire] connues à ce jour. La ville minière de Tungsten, dans les Territoires du Nord-Ouest et site de la compagnie Cantung Mine, se situe dans ces montagnes.